# Wahpekute
Wahpekute (tudi Waȟpékhute ali 'Strelci med drevesi') je eno od štirih plemen Vzhodnih Dakot plemenske zveze Sedem ognjev ali Sujev, jezikovne skupine Siouan.  
Ostala tri plemena vzhodnih Dakot so Sisseton, Mdewakanton in Wahpeton.
Plemensko zvezo Sedem Ognjev ali Sujev tvorijo še plemeni zahodnih Dakot Yankton in Yanktonai ter pleme Lakota.

## Zgodovina
Pred 17. stoletjem so Santee Dakota (Isáŋyathi; "Nož", znani tudi kot Vzhodna Dakota) živeli okoli Gornjega jezera z ozemlji v današnji severni Minnesoti in Wisconsinu. Nabirali so divji riž, lovili gozdne živali in uporabljali kanuje za ribolov. Vojne z Ojibweji v 18. stoletju so Dakote potisnile v južno Minnesoto, kjer so prebivali Zahodne Dakote (Yankton, Yanktonai) in Teton (Lakota). V 19. stoletju so Dakote podpisale pogodbe z Združenimi državami, s čimer so odstopile velik del svoje zemlje v Minnesoti. Neizpolnjevanje pogodbenih plačil s strani Združenih držav in nizke zaloge hrane so privedle do vojne Dakota leta 1862, kar je povzročilo izgon Dakot iz Minnesote v številne rezervate v Nebraski, Severni in Južni Dakoti ter Kanadi. Po letu 1870 so se Dakote začele vračati v Minnesoto in ustvarile današnje rezervate v državi.
Yankton in Yanktonai Dakota (Iháŋktȟuŋwaŋ in Iháŋktȟuŋwaŋna; "Vas-na-koncu" in "Mala vas-na-koncu"), skupaj imenovana tudi z endonimom Wičhíyena, so prebivali na območju reke Minnesota, preden so leta 1858 odstopili svojo zemljo in se preselili v Južno Dakoto. Kljub odstopu svojih zemljišč jim je pogodba z vlado ZDA omogočala, da so ohranili svojo tradicionalno vlogo v Očhéthi Šakówiŋ kot skrbniki kamnoloma Pipestone, ki je kulturno središče ljudstva Sioux. Veljajo za Zahodne Dakote (imenovano tudi srednji Sioux) in so bili v preteklosti napačno razvrščeni kot Nakota. Dejanski Nakota so Assiniboine in Nakoda (Stoney) iz Zahodne Kanade in Montane.

## Kultura in način življenja
Kulturno so bili vzhodni Dakota podobni Algonkinom in so tako spadali bolj v kulturno območje severovzhodnega gozdnatega območja kot v kulturo prerij. Njihov lovni plen so bili jeleni, srne in mala divjad, pa tudi bizoni. Ukvarjali so se z ribolovom s sulicami in velikimi mrežami ter poleg fižola, buč in tobaka gojili tudi koruzo. Iz javorjevega sirupa so pridobivali sladkor in želi divji riž. Javorjev sirup so pridobivali z zarezovanjem v drevesa, zbrani sok pa so kuhali tako dolgo, dokler ni nastala gosta, zelo sladka, rjava tekočina, ki so jo uporabljali za sladkanje hrane. Divji riž je rasel predvsem na območju Velikih jezer. Podolgovata temna zrna, ki so dozorela pozno poleti, so želi iz čolnov. Stebla so upognili v čoln in riževa zrna so s palicami izmlatili iz klasov. Pri tem je padlo dovolj zrn tudi v vodo, da so tako poskrbeli za seme za naslednje leto. Spomladi in poleti so živeli v stalnih naseljih, ki so bila sestavljena iz pravokotnih hiš iz lubja z dvokapnimi strehami. Pri lovu so raje uporabljali tipi, pa tudi vigvam algonkinskih plemen.
Glej tudi:
- Suji
- Dakota
- Lakota
- Yankton
- Yanktonai
- Sisseton
- Mdewakanton
- Wahpeton